# Flumenthal
Flumenthal (gsw. Flumedau) – miejscowość i gmina w Szwajcarii, w kantonie Solura, w jednostce administracyjnej (Amtei) Solura-Lebern, w okręgu Lebern. Leży nad rzeką Aare.

## Demografia
We Flumenthal mieszka 1 033 osób. W 2021 roku 14% populacji gminy stanowiły osoby urodzone poza Szwajcarią. 

## Transport
Przez teren gminy przebiegają autostrada A1 oraz drogi główne nr 5, nr 12, nr 22 i nr 254.